# Sara Paretsky
Sara Paretsky (ur. 8 czerwca 1947 w Ames) – amerykańska pisarka współczesna, autorka powieści kryminalnych. Główną bohaterką jej książek jest V.I. Warshawski, prywatna detektyw pochodzenia polsko-żydowskiego. Akcja wielu jej utworów rozgrywa się w Chicago, a koloryt lokalny tego miasta odgrywa w nich dużą rolę.

## Publikacje

### Powieści
- Indemnity Only (1982) – wyd. pol. Gorące lato w Chicago, Amber 1994
- Deadlock (1984) – wyd. pol. Matnia, Amber 1994
- Killing Orders (1985) – wyd. pol. Zabójcze rozkazy, Amber 1995
- Bitter Medicine (1987) – wyd. pol. Gorzka pigułka, Amber 1992
- Blood Shot lub Toxic Shock (1988)
- Burn Marks (1990) – wyd. pol. Wypalone ślady, Amber 1994
- Guardian Angel (1992) – wyd. pol. Szantażysta, Amber 1997
- Tunnel Vision (1994) – wyd. pol. Światło nadziei, Amber 1996
- Ghost Country (1998)
- Hard Time (1999)
- Total Recall (2001)
- Blacklist (2003)
- Fire Sale (2005)
- Bleeding Kansas (2008)
- Hardball (2009)
- Body Work (2010)
- Breakdown (2012)
- Critical Mass (2013)

### Zbiory opowiadań
- Windy City Blues (1995)
- A Taste of Life and Other Stories (1995)

### Inne
- Case Studies in Alternative Education (1975)
- Writing in an Age of Silence (2007)

### Wydawca
- Eye of a Woman (1990) lub A Woman's Eye: New Stories by the Best Women Crime Writers (1991)
- Woman's Other Eye (1996) lub Women on the Case (1997)
- Sisters on the Case (2007)